# Volvo Car Open 2019
Il Volvo Car Open è stato un torneo femminile di tennis giocato sulla terra verde. È stata la 47ª edizione del Volvo Car Open, che fa parte della categoria Premier nell'ambito del WTA Tour 2019. Il torneo si è giocato al Family Circle Tennis Center di Charleston dal 1º al 7 aprile 2019.

## Partecipanti

### Teste di serie
| Nazionalità | Giocatrice           | Ranking* | Testa di serie |
| ----------- | -------------------- | -------- | -------------- |
| Stati Uniti | Sloane Stephens      | 6        | 1              |
| Paesi Bassi | Kiki Bertens         | 8        | 2              |
| Bielorussia | Aryna Sabalenka      | 9        | 3              |
| Lettonia    | Anastasija Sevastova | 12       | 4              |
| Danimarca   | Caroline Wozniacki   | 13       | 5              |
| Belgio      | Elise Mertens        | 14       | 6              |
| Germania    | Julia Görges         | 15       | 7              |
| Stati Uniti | Madison Keys         | 16       | 8              |
| Svizzera    | Belinda Bencic       | 20       | 9              |
| Lettonia    | Jeļena Ostapenko     | 23       | 10             |
| Stati Uniti | Danielle Collins     | 26       | 11             |
| Romania     | Mihaela Buzărnescu   | 32       | 12             |
| Stati Uniti | Sofia Kenin          | 34       | 13             |
| Australia   | Ajla Tomljanović     | 40       | 14             |
| Grecia      | Maria Sakkarī        | 49       | 15             |
| Croazia     | Petra Martić         | 52       | 16             |

* Ranking al 18 marzo 2019.

### Altre partecipanti
Le seguenti giocatrici hanno ricevuto una wild card per il tabellone principale:
- Sabine Lisicki
- Emma Navarro
- Shelby Rogers

La seguente giocatrice è entrata in tabellone grazie al ranking protetto:
- Anna-Lena Friedsam

Le seguenti giocatrici sono passate dalle qualificazioni:

- Destanee Aiava
- Lauren Davis
- Francesca Di Lorenzo
- Magdalena Fręch
- Nadežda Kičenok
- Kateryna Kozlova
- Astra Sharma
- Martina Trevisan

La seguente giocatrice è entrata in tabellone come lucky loser:
- Conny Perrin

### Ritiri
Prima del torneo
- Bianca Andreescu → sostituita da  Irina Chromačëva
- Ashleigh Barty → sostituita da  Varvara Lepchenko
- Irina-Camelia Begu → sostituita da  Jessica Pegula
- Alizé Cornet → sostituita da  Conny Perrin
- Dar'ja Gavrilova → sostituita da  Veronika Kudermetova
- Camila Giorgi → sostituita da  Taylor Townsend
- Hsieh Su-wei → sostituita da  Fanny Stollár
- Ons Jabeur → sostituita da  Madison Brengle
- Aleksandra Krunić → sostituita da  Laura Siegemund
- Bernarda Pera → sostituita da  Natal'ja Vichljanceva
- Anastasia Potapova → sostituita da  Kristýna Plíšková
- Julija Putinceva → sostituita da  Sara Errani
- Lesja Curenko → sostituita da  Ysaline Bonaventure
- Zheng Saisai → sostituita da  Mandy Minella

## Punti
| Evento    | V   | F   | SF  | QF  | 3T | 2T   | 1T   | Q    | Q2   | Q1   |
| Singolare | 470 | 305 | 185 | 100 | 55 | 30   | 1    | 25   | 13   | 1    |
| Doppio    | 470 | 305 | 185 | 100 | 1  | N.D. | N.D. | N.D. | N.D. | N.D. |

## Montepremi
| Evento    | V        | F       | SF      | QF      | 3T     | 2T     | 1T     | Q2     | Q1   |
| Singolare | $137,125 | $72,841 | $35,890 | $18,387 | $9,568 | $4,898 | $2,516 | $1,150 | $700 |
| Doppio    | $42,850  | $22,900 | $12,510 | $6,365  | $3,460 | N.D.   | N.D.   | N.D.   | N.D. |

## Campionesse

### Singolare
Madison Keys ha sconfitto in finale  Caroline Wozniacki con il punteggio di 7–6(5), 6-3.
- È il quarto titolo in carriera per Keys, il primo della stagione.

### Doppio
Anna-Lena Grönefeld /  Alicja Rosolska hanno sconfitto in finale  Irina Chromačëva /  Veronika Kudermetova con il punteggio di 7–6(7), 6-2.